# 鬼ヶ城山 (広島県・山口県)
鬼ヶ城山（おにがじょうやま）は広島県廿日市市と山口県岩国市に跨る山。標高1031.0メートル。中国百名山のひとつ。

## 概要
中国山地の高位面にあって、山頂はドーム状の独立峰。約100万年前の新第三紀末～第四紀初めに起きた噴火と溶岩流によって形成された火山地形で、周辺には600メートルから900メートルの地形が複数存在する。東側の山麓を小瀬川が南流しており、国道186号が通過。北から西側の山麓にかけて国道434号と中国自動車道が通過して、中国道の一部は鬼ヶ城トンネルとなっているが、トンネル長は約200メートルと短い。
山口県の羅漢山県立自然公園に含まれており、登山口は廿日市市飯山と岩国市錦町にある。岩国市側からは山頂まで約1時間で、山頂からは羅漢山・大将陣山・小五郎山・大峰山などが一望出来るが、冬季はかなりの降雪がある。